# Jed
Jed es un editor de texto que hizo masiva la utilización de la biblioteca S-Lang. Basado en muchas características de Emacs, jed es un editor muy liviano, lo que lo hace ideal para viejos sistemas operativos o simplemente para quienes no deseen utilizar recursos "de más".

## Características
- Resalta los colores en un terminal.
- Resalta los colores para diferentes lenguajes de promgramación, como por ejemplo: C, C++, TeX, Perl, HTML, sh, Python, etc..
- Permite la utilización del ratón en las consolas vía GPM.
- Emulación de otros editores: Emacs, EDT, WordStar, Brief, Borland-editor